# Trois Femmes (film, 1924)
Pour les articles homonymes, voir Trois femmes.
Pour plus de détails, voir Fiche technique et Distribution.
Trois Femmes (Three Women) est un film américain réalisé par Ernst Lubitsch, sorti en 1924.

## Fiche technique
- Titre original : Three Women
- Titre français : Trois Femmes
- Réalisation : Ernst Lubitsch, assisté de James Flood et d'Henry Blanke
- Scénario : Hanns Kräly et Ernst Lubitsch d'après le roman de Yolande Maree
- Photographie : Charles Rosher et Charles Van Enger
- Société de production : Warner Bros.
- Pays d'origine :  États-Unis
- Format : Noir et blanc - 1,33:1 - Film muet
- Genre : Film dramatique
- Date de sortie : 1924

## Distribution
- May McAvoy : Jeannie Wilton
- Pauline Frederick : Mme Mable Wilton
- Marie Prevost : Harriet
- Lew Cody : Edmund Lamont
- Willard Louis : Harvey Craig
- Raymond McKee : l'ami de Fred
- Mary Carr : Mme Colman